# روی نوبرگر
رُی روچیلد نوبرگر( به انگلیسی: Roy Neuberger؛ ۲۱ ژوئیه ۱۹۰۳- ۲۴ دسامبر ۲۰۱۰)، سرمایه‌دار آمریکایی بود که برای افزایش آگاهی عمومی در مورد هنر مدرن با اعطاء کمک مالی فعالیت می‌کرد. او یکی از بنیان‌گذاران شرکت سرمایه‌گذاری نوبرگر برمن بود. نوبرگر چندین دهه به عنوان معتمد افتخاری و عضو اصلی شرکت سرمایه‌گذاری نوبرگر برمن شناخته می‌شد. وی همچنین  عضو کمیته بازدید از بخش هنر مدرن در موزه هنر متروپولیتن بود.

## زندگی‌نامه
رُی روچیلد نوبرگر در بریجپورت متولد شد و دوران کودکی خود را در شهر نیویورک گذراند. او که در یک خانواده ثروتمند یهودی متولد شده بود، در ۱۲ سالگی پس از درگذشت پدرش، لوئیس نوبرگر، مهاجر آلمانی و مادرش، برتا روچیلد که اصالتاً اهل شیکاگو بود، یتیم شد. نوبرگر در ابتدا برای تحصیل در رشته روزنامه‌نگاری در دانشگاه نیویورک تحصیل کرد اما بدون گرفتن مدرک تحصیلی، تحصیل را رها کرد.
اولین شغلش کار در فروشگاه بزرگ آلتمن منهتن بود و به فروش نقاشی‌ها علاقه‌مند شد. در سن ۲۰ سالگی با ارثیه خانواده به پاریس رفت، جایی که سبک زندگی غیرمتعارف تجربه کرد و سه بار در هفته از موزهٔ لوور بازدید می‌کرد. در آنجا به مورخ قرن بیستم، مایر شاپیرو، دوست شد.
نوبرگر تا سال ۱۹۲۸ نقاشی می‌کشید و هنر می‌خواند تا اینکه زندگی‌نامه فلورنت فلس دربارهٔ ونسان ون گوگ را خواند. او وقتی متوجه شد که چگونه ون گوگ تنها یک نقاشی فروخته است، متعجب شد و از اینکه فهمید ون گوگ، مانند بسیاری از هنرمندان دیگر، در فقر زندگی می‌کرد، متأثر شد. نوبرگر با ترس از اینکه آثار هنری اغلب تنها پس از مرگ یک هنرمند ارزشمند تلقی می‌شوند، قول داد از هنرمندان زنده حمایت کند و مدعی شد: «دنیای معاصر باید آثار هنرمندان معاصر را بخرد». نوبرگر اغلب آثار را از هنرمندانی خریداری می‌کرد که از نظر مالی با مشکلاتی روبرو بودند، از جمله جکسون پولاک، ویلم دکونینگ و مارک روتکو، و معتقد بود که حمایت مالی به هنرمندان کمک می‌کند تا در مسیر حرفه‌ای خود باقی بمانند.
او به ایالات متحده بازگشت و در سال ۱۹۲۹، هفت ماه قبل از سه‌شنبهٔ سیاه، وارد وال‌استریت شد. او کار خود را با هال و استیگلیتز آغاز کرد و سهام کوتاه سازمان رادیوی آمریکا (RCA) را از طریق سقوط بازار سهام و تا رکود بزرگ فروخت. او «نوبرگر برمن» را در سال ۱۹۳۹ با رابرت برمن تأسیس کرد. در سال ۱۹۵۰، شرکت نیوبرگرس یکی از اولین صندوق‌های مشترک بدون بار در ایالات متحده، صندوق «گاردین» را راه‌اندازی کرد که هنوز هم فعال است.
حامی هنر
در سال ۱۹۳۹، نوبرگر به اندازه کافی پول به دست آورد تا اولین تابلویی را بخرد که برای تبلیغ این هنرمند قرض داده بود: پسر پیتر هرد از دشت. او به نلسون راکفلر، یکی دیگر از کلکسیونرهای مشتاق هنر، اجازه داد تا از پسری از دشت‌ها در یک نمایشگاه هنری سیار آمریکایی استفاده کند. نمایشگاه راکفلر به آمریکای جنوبی سفر کرد و بسیاری از مردم در آمریکای جنوبی و شمالی در معرض هنر هرد قرار گرفتند.
ازجمله هنرمندان دیگری که نوبرگر آثار آنها را جمع‌آوری کرد عبارتند از: جکسون پولاک، بن شهن، ویلیام بازیوتس، الکساندر کالدر، استوارت دیویس، لوئیس ایلشمیوس، ادوارد هاپر، جیکوب لارنس، جک لوین، دیوید اسمیت و به ویژه میلتون آوری. اولین ایوری که تا به حال خریداری کرد منظره گاسپه بود که در هنگام طوفان برفی آن را خرید و قبل از بیرون رفتن با دقت پیچیده شد و مصمم بود که تابلو را دست نخورده نگه دارد تا مرد را مشهور کند. نوبرگر در زمان مرگش هنوز منظره گاسپه را روی دیوار آپارتمانش داشت. نوبرگر همچنین شروع به اهدای آثار به موسساتی از جمله موزه هنر متروپولیتن، موزه هنر مدرن، موزه ویتنی، و همچنین بسیاری از موزه‌های کالج و دانشگاه کرد.
راکفلر بعداً فرماندار نیویورک شد و سیستم دانشگاه ایالتی نیویورک را ایجاد کرد. راکفلر برای دوستش نوبرگر موزه‌ای را در کالج خرید به عنوان بخشی از دانشگاه جدید تأسیس کرد که در آن نوبرگر می‌توانست مقدار قابل توجهی از هنری را که به دست آورده بود به نمایش بگذارد. با کمک معمار فیلیپ جانسون، موزه هنر نوبرگر در پردیس کالج خرید SUNY ساخته شد و در سال ۱۹۷۴ افتتاح شد. نوبرگر بیش از ۵۰۰ نقاشی خود را به این مجموعه ارائه کرد.
در ۱۵ نوامبر ۲۰۰۷، پرزیدنت جورج دبلیو بوش مدال ملی هنرهای سال ۲۰۰۷ را به نوبرگر ۱۰۴ ساله اعطا کرد. نوبرگر مدعی شد که هرگز یک اثر هنری را نفروخته است، و اظهار داشت که «فروش برای من یک عمل مجرمانه است» و «من خرید می‌کنم زیرا کار را دوست دارم».
مجموعه هنری شرکتی
او در رابطه با شرکتی که او یکی از آنها را تأسیس کرد، گفت هنر در محل کار بخشی از فرهنگ شرکتی نوبرگر برمن از زمان تأسیس شرکت سرمایه‌گذاری در سال ۱۹۳۹ بوده است. در سال ۱۹۹۰، نوبرگر برمن شروع به توسعه مجموعه هنری خود با تأکید بر کار نوظهور هنرمندانی از سراسر جهان و ارائه آثار خود در محیطی غنی برای کارمندان و بازدیدکنندگان کرد.

## خانواده
نوبرگر بیش از ۶۵ سال با همسرش ماری سالانت که از حامیان برجسته هنر و فارغ‌التحصیل کالج برین ماور بود، زندگی کرد آن‌ها سه فرزند داشتند. او در سال ۱۹۹۷ خاطرات خود را با عنوان تا کنون، خیلی خوب - سال‌های اول ۹۴ منتشر کرد. زندگی او به عنوان یک مجموعه دار آثار هنری در کتاب او در سال ۲۰۰۳ به نام «مجموعه پرشور: هشتاد سال در دنیای هنر» شرح داده شده است. در سال‌های آخر عمر، نوبرگر اغلب در جمع کیتی کارلایل هارت دیده می‌شد. نوبرگر در ۲۴ دسامبر ۲۰۱۰ در سن صد و هفت سالگی درگذشت و در قبرستان کوه نبو به خاک سپرده شد، جایی که سایر اعضای خانواده‌اش دفن شدند.

## کتاب‌ها
- رُی نوبرگر (۱۹۹۷). خیلی خوب - سال اول ۹۴. جان وایلی و پسران شابک ۷-۱۷۱۸۶-۴۷۱-۰
- رُی آر. نوبرگر، آلفرد کانبل و روما کانبل (۲۰۰۳). مجموعه پرشور: هشتاد سال در دنیای هنر. جان وایلی و پسران شابک ۱-۲۷۳۴۳-۴۷۱-۰-۹۷۸[۱۶]